# Ludovic Degroote
Pour les articles homonymes, voir Degroote.
Ludovic Degroote, né le 23 novembre 1958, est un poète français.

## Biographie et activités
Né à Hazebrouk, il vit près de Lille. Il est professeur de français au lycée du Sacré-Cœur à Tourcoing, et chroniqueur de poésie. Il a publié une quinzaine d'ouvrages, dont des livres d'artistes. Il est lauréat du prix des Découvreurs en 2005 et 2013 .

## Œuvres
- Ce qui nous sépare du poème, éd. de 1993
- La Digue, Le Muy, France, Éditions Unes, 1995, 65 p.  (ISBN 978-2-87704-012-9), rééd. 2017[2]
- Le Mot feuille s'écrit sur l'arbre, livre d'artiste avec Gérard Duchêne, 1996
- Bleu sur bleu, Grenoble, France, Éditions Pré # Carré, 1997, 16 p. (BNF 36195957)
- De longues plages de silence, Le Muy, France, Éditions Unes, 1998[3]
- Barque bleue, Le Muy, France, Éditions Unes, 1998, 67 p.  (ISBN 978-2-87704-115-7)
- Vent de face, livre d'artiste avec Gérard Duchêne, 1998
- 50 visages au lever le matin, livre d'artiste avec Sylvie Planche, 1999
- Venues, livre d'artiste avec Colette Deblé, Paris, Éditions Peau&sie de l’Adour, 1999
- Ciel par ciel, livre d’artiste avec Bernadette Prédair, 1999
- Ciels, Le Muy, France, Éditions Unes, 2000, 85 p.  (ISBN 978-2-87704-139-3)
- Sans se retourner, Grenoble, France, Éditions Pré # Carré, 2000, 16 p. (BNF 37719490)
- Cinq, Grenoble, France, Éditions Pré # Carré, 2000
- Langue trou, dessins de Jean-Marc Scanreigh, Saint-Claude, Éditions des Sept dormants, 2001
- Pendant, dessins de Jean-Marc Scanreigh, Éditions de l'Oiseau noir, 2002
- D’une main l’autre, livre d’artiste avec Bernadette Prédair, 1999
- Pensées des morts, Saint-Benoît-du-Sault, France, Éditions Tarabuste, 2002, 83 p.  (ISBN 978-2-84587-048-2)
- Prix des Découvreurs de Poésie 2005[4]
- Le Silence du haut, Éditions l'Attentive, dessins de Thierry Le Saëc, 2003
- Le Silence du haut, Éditions l'Attentive, dessins de Magali Latil, 2004
- Ellipse/ellipse, livre d’artiste avec Cédric Carré, 2005
- Pousse, avec 7 gravures au burin de Nathalie Grall, chez l’artiste, 2006
- 7 notes, en diptyque avec un poème de Pierre Dhainaut, gravures de Thierry Le Saëc, La Canopée, 2006
- 69 vies de mon père, Seyssel, France, Éditions Champ Vallon, 2006, 147 p.  (ISBN 978-2-87673-451-7)
- Fragments romains, livre d’artiste avec Mireille Desideri et d’autres auteurs, chez l’artiste, 2006
- Plomb mobile du plomb, Gigondas, France, Atelier des Grames, 2007, 1 cube, 21 cm (BNF 41340244)
- Si mal enfouis, La Fermeté, France, Éditions Potentille, 2007, 25 p.  (ISBN 978-2-9511258-5-8)
- Dans la vie, Ô, livre d’artiste avec Bernadette Prédair, 2007
- Wimereux, Laon, France, Éditions La Porte, 2008, 12 p. (BNF 41216281)
- 14 morceaux de la descente de croix, ill. de Monique Tello, Paris, L'Atelier contemporain, 2009, 3 est. : eau-forte ; 31 x 25 cm (f) (BNF 41233426)
- 14 morceaux de la descente de croix, ill. de Philippe Favier, Strasbourg, France, L'Atelier contemporain, 2009, 1 vol. (non paginé [4] f.-[3] dépl. de 3 f. chacun) (BNF 42146707)
- Ici je passe ailleurs, livre d’artiste avec un dessin original de Magali Latil, éd. de 2008
- Nous ne partons jamais, Gigondas, France, Atelier des Grames, 2008
- À notre hauteur, ph. rehaussées de gouaches de Thierry Le Saëc, Gornies, Éditions de la Canopée, 2008
- Un petit viol / Un autre petit viol, Seyssel, France, Éditions Champ Vallon, 2009, 93 p.  (ISBN 978-2-87673-500-2)
- Cabanes, avec Alex Cousseau, Lille-Wazemmes, France, Éditions Nuit myrtide, 2009, 34 p.  (ISBN 978-2-913192-73-7)
- « Novembre » in À port de temps, Gigondas, France, Atelier des Grames, 2009
- Novembre, dessin de Thierry Le Saëc, collection livre pauvre de Daniel Leuwers, 2009
- Le Début des pieds, Saint-Pierre-la-Vieille, Atelier La Feugraie, 2010, rééd. 2012, 115 p.  (ISBN 978-2-905408-86-0) - prix des Découvreurs de Poésie 2013
- Temps mort, Gigondas, France, Atelier des Grames, 2010
- Autoportrait noir : une lecture d'Eugène Leroy, Ennetières-en-Weppes, France, Éditions Invenit, coll. « Ekphrasis », 2010, 32 p.  (ISBN 978-2-918698-16-6)
- Jean Rustin, avec François-Marie Deyrolle, Jean Clair, Henri Cueco, Besançon, Éditions Virgile, coll. « Carnet d'Ateliers », 2011, 79 p.  (ISBN 978-2-914481-89-2)
- Monologue, Seyssel, France, Champ Vallon, 2012  (ISBN 978-2-87673-630-6)
- josé tomás, Nice, France, Éditions Unes, 2014  (ISBN 978-2-87704-153-9)[ndlr 1],[5],[6]
- zambèze, Nice, France, Éditions Unes, 2015  (ISBN 978-2-87704-165-2)[ndlr 1]
- Langue trou, dessins de Céline Guichard, Paris, Les Inaperçus, 2016  (ISBN 978-2-9541260-5-0)
- Des queues, Nice, Éditions Unes, 2019
- Si décousu, Nice, Éditions Unes, 2019[7]

## Pour approfondir